# Till Kössler
Till Kössler (* 6. April 1970 in München) ist ein deutscher Erziehungswissenschaftler und Historiker.

## Leben
Kössler wurde 2003 an der Ruhr-Universität Bochum zum Thema „Geschichte des Kommunismus in der Bundesrepublik“ promoviert. Anschließend war er bis 2011 wissenschaftlicher Assistent am Institut für Geschichtswissenschaften der Ludwig-Maximilians-Universität München und habilitierte sich 2011 mit einer Schrift über das Thema „Kindheit und Gesellschaft in Spanien vor dem Bürgerkrieg“. Ab 2011 lehrte er als Professor für die Sozialgeschichte des Aufwachsens und der Erziehung an der Universität Bochum, seit 2018 ist er Professor für Historische Erziehungswissenschaft an der Martin-Luther-Universität Halle-Wittenberg.
Als Gastwissenschaftler war er an der Universität Complutense Madrid, der University of California Berkeley und der New York University (Campus Shanghai) tätig.
Seine Forschungsschwerpunkte umfassen die europäische Bildungs- und Kindheitsgeschichte, die Geschichte der Anlage-Umwelt-Debatte, die Geschichte von Gewalt und Gewaltüberwindung sowie die Geschichte autoritärer Regime nach 1945.

## Publikationen (Auswahl)
Monographien
- „Arbeitseinsatz“ in der Mittelstadt. Ausländische Arbeiter in Gütersloh 1933–1945. Rhode, Gütersloh 1996.
- Abschied von der Revolution. Kommunisten und Gesellschaft in Westdeutschland, 1945–1968 (= Beiträge zur Geschichte des Parlamentarismus und der politischen Parteien, Bd. 143). Droste, Düsseldorf 2005.
- Kinder der Demokratie. Religiöse Erziehung und urbane Moderne in Spanien, 1890–1939 (= Ordnungssysteme, Bd. 41). Oldenbourg, München 2013.

Sammelbände und Quelleneditionen
- als Hrsg. mit Helke Stadtland: Vom Funktionieren der Funktionäre. Politische Interessenvertretung und gesellschaftliche Integration in Deutschland nach 1933, Klartext, Essen 2004.
- als Bearb. mit Josef Boyer: SPD, Die Grünen und kleine Parteien des linken Spektrums 1945–1990. Ein statistisches Handbuch zur Mitgliedschaft und Sozialstruktur (= Handbücher zur Geschichte des Parlamentarismus und der politischen Parteien, Bd. 12/II). Droste, Düsseldorf 2005.
- als Hrsg. mit Alexander C. T. Geppert: Wunder. Politik und Poetik des Staunens im 20. Jahrhundert. Suhrkamp, Berlin 2011.
- als Hrsg. mit Alexander J. Schwitanski: Frieden lernen. Friedenspädagogik und Erziehung im 20. Jahrhundert (= Frieden und Krieg. Beiträge zur Historischen Friedensforschung, Bd. 20). Klartext, Essen 2014.
- als Hrsg. mit Alexander C. T. Geppert: Obsession der Gegenwart. Zeit im 20. Jahrhundert (= Geschichte und Gesellschaft, Sonderheft 25). Vandenhoeck & Ruprecht, Göttingen 2015.
- als Hrsg. mit Constantin Goschler: Vererbung oder Umwelt? Ungleichheit zwischen Natur und Gesellschaft seit 1945. Wallstein, Göttingen 2016.
- als Hrsg. mit Janosch Steuwer: Kindheit und soziale Ungleichheit in den langen 1970er Jahren (= Geschichte und Gesellschaft, Jahrgang 46, Heft 2, 2020).